# Czuła jest noc
Czuła jest noc (tytuł oryginalny Tender Is the Night) – powieść amerykańskiego pisarza Francisa Scotta Fitzgeralda z 1934 roku.
Tytuł powieści został zaczerpnięty z Ody do słowika (Ode to a Nightingale) autorstwa Johna Keatsa.
Książka opowiada historię doktora psychiatrii Dicka Divera i jego chorującej na schizofrenię żony Nicole. Opublikowana sześć lat przed śmiercią Fitzgeralda, ta historia o rozpadającym się małżeństwie stanowi odzwierciedlenie życia autora, nękanego alkoholizmem i chorobą psychiczną żony Zeldy.
Powieść wydawana jest w dwóch wersjach. Pierwsza, opublikowana w 1934 roku, wykorzystuje retrospekcje; druga, poprawiona wersja, przygotowana przez przyjaciela Fitzgeralda, znanego krytyka Malcolma Cowleya na podstawie notatek o poprawkach pozostawionych przez pisarza, ma układ chronologiczny i ukazała się po raz pierwszy pośmiertnie w 1948 roku. Mogło to być skutkiem negatywnych wzmianek w recenzjach dotyczących układu czasowego powieści.

## Fabuła
Czerwiec 1925 roku. Psychiatra Dick (34 lata) i Nicole (23 lata) Diver to efektowne amerykańskie małżeństwo z dwójką dzieci, które ma willę w południowej Francji w Tarmes niedaleko Cannes i otacza się kręgiem przyjaciół, głównie Amerykanów, urządzając słynne przyjęcia. W tej samej wypoczynkowej miejscowości przebywa w hotelu Gausse’a 17-letnia Rosemary Hoyt, młoda, lecz znana aktorka, z matką. Rosemary zakochuje się w Dicku i zaprzyjaźnia z Nicole. Dick rozważa rozpoczęcie romansu z Rosemary.
Rosemary wyczuwa, że w małżeństwie Dicka występują poważne problemy. Podczas przyjęcia Nicole wpada w histerię w łazience. Tommy Barban, bohater wojenny, lojalnie broni wtedy honoru Diverów w pojedynku z mężem wścibskiej kobiety. Rosemary i Diverowie przenoszą się do Paryża, gdzie nie stronią od przyjęć i podróżują. Romans ogranicza się do skrytych pocałunków. W Paryskim towarzystwie Diverów pojawia się Abe North, który ma skłonność do nadużywania alkoholu. Pewnego razu błędnie wskazuje policji dwóch Murzynów, jako sprawców kradzieży. Pomagający mu jako świadek rzekomej kradzieży czarnoskóry Jules Peterson zostaje zamordowany i pozostawiony w łóżku w pokoju hotelowym Rosemary, co tworzy sytuację, która mogłaby zniszczyć jej karierę. Dick przenosi ciało na korytarz, a Nicole ukrywa zakrwawioną pościel. Po tym zdarzeniu Nicole doświadcza napadu histerii.
Okazuje się, że Nicole Warren była początkowo pacjentką Dicka w Zurychu ze skomplikowaną nerwicą, wynikającą z kazirodczej relacji z ojcem. Ona zakochała się w Dicku, ale on ożenił się z nią częściowo po to, by zapewnić jej trwałą stabilność emocjonalną. Z kolei siostra Nicole, Baby Warren, silnie sprzeciwiała się temu małżeństwu, uważając, że Dick widzi w Nicole tylko spadkobierczynię chicagowskiej fortuny.
Dick wydaje znaczącą książkę naukową. Wiele razem podróżują. W tym miejscu kończą się retrospekcje. Dick dostaje propozycję od przyjaciela, doktora Franza Gregoroviusa, by zakupili tamtą szwajcarską klinikę, i Nicole płaci za całą placówkę. Gdy Nicole dowiaduje się o rzekomym uwiedzeniu przez Dicka innej nastolatki, próbuje skierować samochód z całą rodziną do przepaści. Po śmierci ojca Dick jedzie do Ameryki, potem do Rzymu, mając nadzieję, że zobaczy się z Rosemary. Rozpoczynają krótki romans, który kończy się nagle i boleśnie. Dick ma potem ostre starcie z włoskimi policjantami i siostra Nicole pomaga mu wydostać się z więzienia. Ta upokarzająca sytuacja jest wynikiem narastającego alkoholizmu. Wkrótce pacjenci zaczynają się skarżyć i jego miejsce jako wspólnika odkupują inni amerykańscy inwestorzy po sugestii współwłaściciela. Diverowie wracają na Riwierę.
Dick pije dalej, tęskni za Rosemary, teraz odnoszącą sukcesy gwiazdą Hollywood, a jego małżeństwo z Nicole rozpada się. Nicole staje się coraz bardziej niezależna. Dick jest stale nieszczęśliwy z powodu swojego nieudanego życia, przestaje być pewny siebie i przyjacielski, w sytuacjach towarzyskich i rodzinnych robi się sarkastyczny i niegrzeczny wobec wszystkich. Nicole musi się od niego dystansować z zakłopotaniem. Wznawia on na Riwierze romans z Rosemary, ale szybko go kończy na zawsze. Nicole w tym czasie spotyka się z Tommym Barbanem, za którego w końcu wychodzi po rozwodzie z Dickiem. Dick wraca do Ameryki i próbuje pracować jako psychiatra, ale musi przenosić się do coraz mniejszych miejscowości z powodu różnych problemów z młodymi kobietami.

## Bohaterowie powieści
- Dick Diver
- Nicole Diver
- Lanier i Topsy Diver
- Rosemary Hoyt
- Elsie Speers
- Tommy Barban
- Baby Warren
- Abe North
- Mary North
- Franz Gregorovius